# Jiří Grossmann
Jiří Grossmann (20. července 1941 Praha – 5. prosince 1971 Praha) byl český komik, humorista, zpěvák, textař, divadelní autor a muzikant spjatý s divadlem Semafor. Tvořil autorskou a hereckou dvojici s Miloslavem Šimkem (Š+G). Nazpíval duety s Naďou Urbánkovou či Miluškou Voborníkovou. Jeho tvorba se Šimkem patřila ve své době (přelom 60. a 70. let) k vrcholu české politické satiry, psali však i texty a skeče ryze absurdního rázu.
Svou jedinou filmovou roli ztvárnil v muzikálu z pera Jiřího Šlitra a Jiřího Suchého Zločin v šantánu (1968). Zemřel ve třiceti letech na Hodgkinovu chorobu ve fakultní nemocnici na Karlově náměstí .

## Životopis
Narodil se do rodiny divadelníků, otec byl ochotník a matka pocházela rodiny Faltysů z Klánovic (viz Josef Faltys), kteří provozovali kočovnou společnost. Odmalička měl hudební talent, zpíval, hrál na několik hudebních nástrojů a účinkoval ve školním orchestru. Během vojenské služby založil Jiří Grossmann s Miloslavem Šimkem a Karlem Černochem hudební soubor. Byla mu zde poprvé diagnostikována Hodgkinova choroba, která byla v té době prakticky neléčitelná, a kvůli tomu byl propuštěn do civilu a k souboru se již nevrátil. V té době také potkal svou budoucí manželku Janu Bonhardovou. Hlásil se na filozofickou fakultu, tam ho ale nevzali, a tak začal studovat na stavební fakultě ČVUT. Během studií na stavební fakultě, kterých později zanechal, hrál na kontrabas a zpíval v kapele Dixie Party a později hrál po večerech v klubu Olympik.
S Miloslavem Šimkem se začal scházet v kavárně a psát spolu své první společné povídky a hry. Sedávali zejména u jednoho stolu, který nazývali „tradiční“. Lidé tam prý moc nesedávali, neboť se nacházel u toalet. Grossmann se Šimkem si ho ale tak oblíbili, že Jiří Grossmann na něj zespoda vyryl jejich iniciály. Nikdo ale neví, kde ten stůl s jejich jmény skončil. Vzhledem k tomu, že Šimek byl zapřisáhlý nekuřák, kouřil cigarety jen Grossmann a kouř vždy foukal „omylem“ přímo Šimkovi do očí. Jejich první hra nesla název V tomhle teta nehraje.
S Jiřím Brabcem založil skupinu Country Beat Jiřího Brabce. Mnoho písní, které pro tuto skupinu napsal, poté zpíval sám nebo je zpívali jiní zpěváci (např. Naďa Urbánková nebo Pavel Bobek). V roce 1967 dostali Grossmann se Šimkem nabídku od Jiřího Suchého (Jiří Šlitr s tím původně nesouhlasil, neboť se mu nelíbil jejich druh humoru), aby se začlenili do divadla Semafor, což s radostí udělali. Zde pak vystupovali se svými pásmy scének, písniček a povídek (Besídka zvláštní školy, Návštěvní dny, Večer pro otrlé aneb pět Pupáků atd.). Jiří Grossmann se kvůli Semaforu vzdal kariéry zpěváka (pravidelně ale zpíval v rámci jejich semaforských pořadů) a Miloslav Šimek zanechal svého povolání pedagoga.

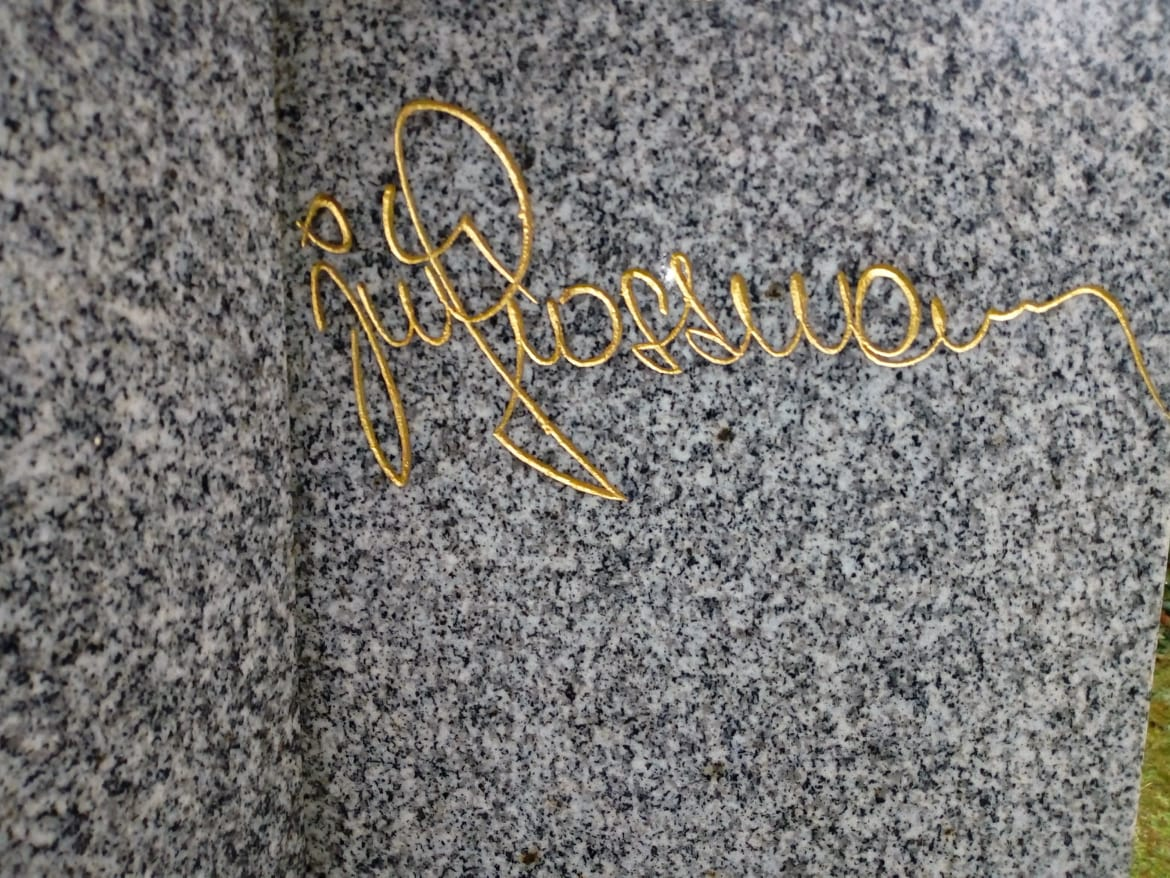
Podpis Jiřího Grossmanna (na jeho náhrobku na Vinohradském hřbitově v Praze.

Když mu bylo 28 let a jeho kariéra se Šimkem byla na vrcholu, jeho nemoc se ozvala znovu. Jak se jeho pobyty v nemocnici stávaly delšími a častějšími, Grossmann si uvědomoval, že jeho předčasná smrt se blíží, a tuto náladu zpodobnil v jednom ze svých nejslavnějších textů – Závidím, který napsal pro Naďu Urbánkovou (jednalo se o coververzi italské písně Ragazzo della Via Gluck Adriana Celentana). Měsíc před svou smrtí byl Jiří Grossmann na vlastní přání ještě převezen z nemocnice do Semaforu, kde se z jeviště naposledy rozloučil se svými diváky, kolegy a přáteli. Když mu poté hlediště tleskalo, pravděpodobně to již ani neslyšel. Hned po rozloučení ho odvezla sanitka do nemocnice, ze které již nikdy nevyšel.
„Obdivoval jsem ho, jak byl statečnej, protože on hrál a už se skoro neudržel na nohou“ – řekl o Grossmannovi Jiří Suchý.

Jiří Grossmann podlehl Hodgkinově chorobě ve věku 30 let. Je pochován na Vinohradském hřbitově v Praze, jen pár metrů od svého kolegy ze Semaforu Jiřího Šlitra, který předčasně zemřel o dva roky dříve. 

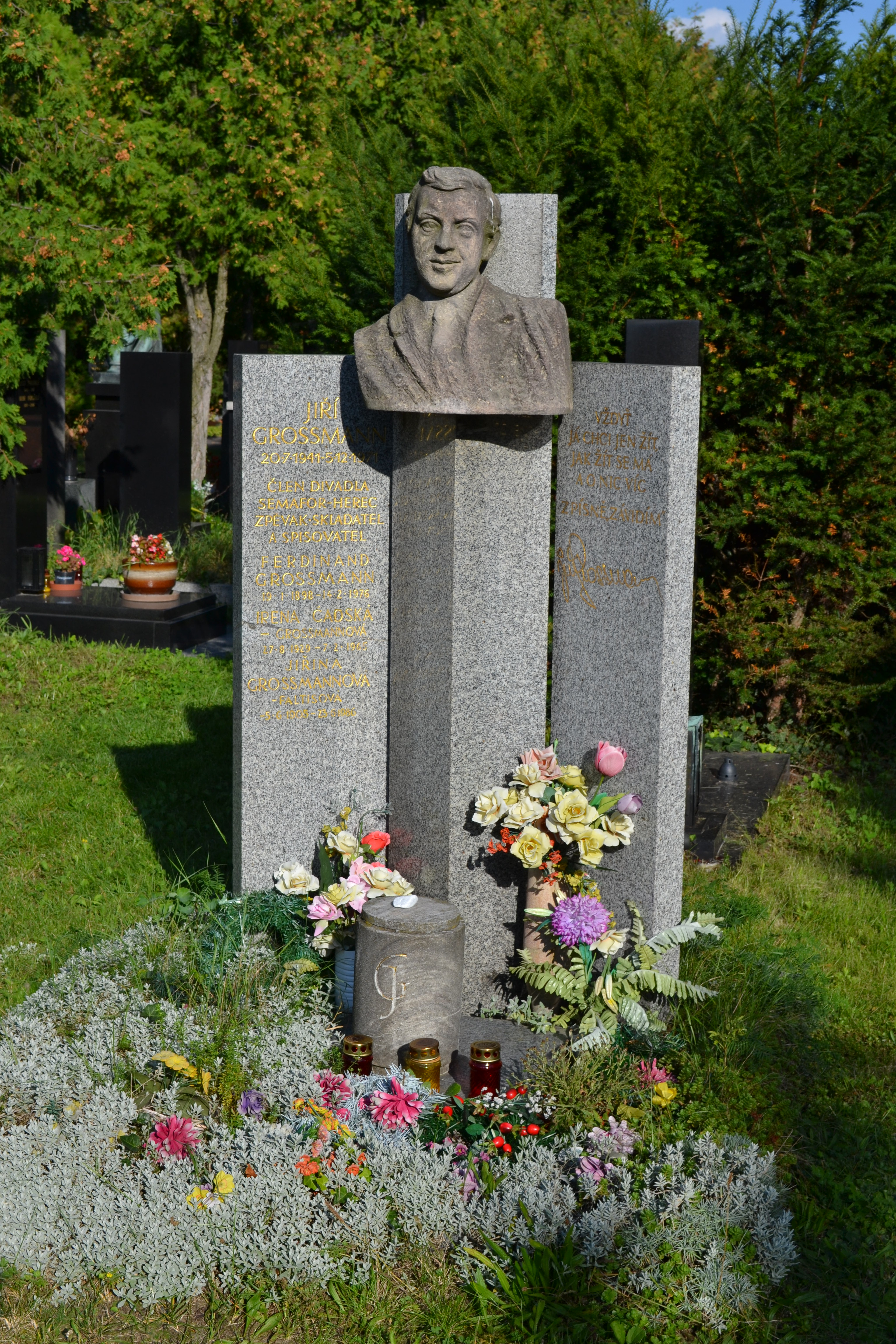
Hrob na Vinohradském hřbitově v Praze

## Knihy
- 1969 – Besídka zvláštní školy (povídky Š+G)
- 1990 – Besídka bývalých žáků zvláštní školy (povídky Š+G a Jiřího Krampola, vydáno po smrti Jiřího Grossmanna)
- 1993 – Povídky aneb nechci slevu zadarmo (povídky Š+G, vydáno po smrti Jiřího Grossmanna)
- 2008 – Povídky (povídky Š+G, vydáno po smrti Jiřího Grossmanna a Miloslava Šimka jako vzpomínka na Š+G)

## Diskografie
Na zvukových nosičích byly vydány hry (Besídky, Návštěvní dny aj.) či jejich fragmenty, či povídky – vše z autorské dílny dvojice Š+G.
Následující kompilační alba jsou zaměřena pouze na písňovou tvorbu Jiřího Grossmanna:
- Ano, pane Jiří (Panton 1987)
- Své banjo odhazuji v dál (Supraphon 1990, znovu 2009)
- Jako kotě si příst (Supraphon, p2002)
- Závidím. Naďa Urbánková zpívá Jiřího Grossmanna (Supraphon 2004)
- Až tě náhodou potkám. Zlatá kolekce (3CD) (Supraphon, p2011)

## Divadelní představení
- 1967 – Besídka zvláštní školy
- 1968 – Návštěvní den č. 1
- 1968 – Večer pro otrlé aneb Pět Pupáků
- 1968 – Návštěvní den č. 2
- 1968 – Besídka v rašeliništi
- 1970 – Othello odpadá aneb Večer u kulečníku
- 1970 – Návštěvní den č. 3
- 1971 – Besídka divadelní aneb Staříček Hamuša ožil
- 1971 – Návštěvní den č. 5

## Filmografie
- 1968 – Zločin v šantánu – jediná dramatická role Jiřího Grossmanna ve filmu (eskamotér čili šantánový kouzelník)

### Záznamy divadelních představení
- 1969 – Návštěvní den č. 2
- 1969 – Návštěvní den č. 3
- 1969 – Návštěvní den č. 4
- 1970 – Návštěvní den Miloslava Šimka a Jiřího Grossmanna v Semaforu
- 1970 – Pánský večírek
- 1970 – Návštěvní den č. 5
- 1970 – Návštěvní den č. 6